# Gavarda (kommunhuvudort)
Gavarda är en kommunhuvudort i Spanien.   Den ligger i provinsen Província de València och regionen Valencia, i den östra delen av landet, 300 km sydost om huvudstaden Madrid. Gavarda ligger 30 meter över havet och antalet invånare är 1 178.
Terrängen runt Gavarda är platt österut, men västerut är den kuperad. Runt Gavarda är det tätbefolkat, med 257 invånare per kvadratkilometer. Närmaste större samhälle är Alzira, 12,5 km nordost om Gavarda. Omgivningarna runt Gavarda är en mosaik av jordbruksmark och naturlig växtlighet.